# Зачарани круг
Зачарани круг је шеснаести албум српске певачице Лепе Брене. Марина Туцаковић је написала текстове за неколико песама, али поред ње текстописци и композитори су још и Кики Лесендрић, Петар Грашо, Хари Варешановић, Жељко Јоксимовић и Перица Здравковић. За разлику од Брениног претходног албума, Уђи слободно, који је цео био у поп-фолк стилу, у Зачараном кругу доминира поп звук, док неколико песама имају мелодију босанског севдаха и српске народне музике. Албум је изашао у продају на бензинским пумпама 20. јула, док се у регуларној продаји нашао 20. августа.
Први тираж албума штампан је у 200.000 примерака, док је специјалан тираж који се делио уз карте за концерт штампан у 100.000 примерака.

## Песме
На албуму се налазе следеће песме:
1. Метак са посветом 
(композитор: Петар Грашо - текст: Антонија Шола и Петар Грашо - аранжман: Никша Братош)
2. Бибер 
(Жељко Јоксимовић - Марина Туцаковић - Жељко Јоксимовић)
3. Не бих ја била ја 
(Ж. Јоксимовић - Дејан Ивановић - Ж. Јоксимовић)
4. Још сам жива 
(Перица Здравковић - Дарија Марић - Перица Здравковић)
5. Бриши ме 
(Хари Варешановић)
6. Стаклено звоно 
(Драган Брајовић - Драган Брајовић - Дејан Абадић)
7. Ваља се 
(Кики Лесендрић - М. Туцаковић - Кики Лесендрић)
8. Ћутим к'о ствар 
(К. Лесендрић - М. Туцаковић - К. Лесендрић)
9. Уради то 
(Ромарио - М. Туцаковић - Атеље Траг)

## Спотови
1. Метак са посветом
2. Не бих ја била ја
3. Бриши ме
4. Уради то
5. Стаклено звоно
6. Бибер